# Astarūd
Astarūd (persiska: استرود, اِستِرود, اَستِرود) är en ort i Iran.   Den ligger i provinsen Zanjan, i den nordvästra delen av landet, 260 km väster om huvudstaden Teheran. Astarūd ligger 1 799 meter över havet och antalet invånare är 933.
Terrängen runt Astarūd är en högslätt.Runt Astarūd är det ganska glesbefolkat, med 34 invånare per kvadratkilometer. Närmaste större samhälle är Zarrīnābād, 9,3 km nordväst om Astarūd. Trakten runt Astarūd består i huvudsak av gräsmarker.